# John Rutledge House Inn
Pour les articles homonymes, voir Rutledge.
Le John Rutledge House Inn est un hôtel américain situé à Charleston, en Caroline du Sud. Installé dans un bâtiment construit en 1763, inscrit au Registre national des lieux historiques le 7 novembre 1971 et déclaré National Historic Landmark le 7 novembre 1973, cet établissement est membre des Historic Hotels of America depuis 1989.